# غوران ألار
غوران ألار (بالكرواتية: Goran Alar)‏ هو لاعب كرة قدم كرواتي في مركز الهجوم، ولد في 1 مايو 1962 في Sibinj ‏ في كرواتيا. لعب مع نادي أوسييك ونادي بوراتس بانيا لوكا وهايدوك سبليت.

## وصلات خارجية
- غوران ألار على موقع عالم كرة القدم.نت (الإنجليزية)